# Коллинз, Сьюзан
Сьюзан Коллинз (англ. Susan Margaret Collins; род. 7 декабря 1952) — американский политик, сенатор США от штата Мэн, член Республиканской партии. Рекордсмен по пребыванию в Конгрессе, представляя штат Мэн.
Впервые была избрана в Сенат в 1996 году и впоследствии была переизбрана в 2002, 2008, 2014 и 2020 годах. Коллинз считается одним из наиболее умеренных членов Республиканской партии и поэтому играет важную роль при голосованиях в Сенате. Она была единственным республиканцем, проголосовавшим против подтверждения Эми Кони Барретт, номинированной Дональдом Трампом, на должности судьи Верховного суда, и одной из трёх, проголосовавших за подтверждение номинированной Джо Байденом Кетанджи Браун Джексон. Во время процесса импичмента Билла Клинтона Коллинз была одной из 10 республиканских сенаторов, проголосовавших за его оправдание по первой статье, и одной из пяти, проголосовавших за оправдание по второй. Голосовала за оправдание Трампа в его первом импичменте и за его осуждение во втором.

## Биография
Окончила Университет Сент Лауренц и стала работать для Сенатора Уильяма Коэна до 1987 года. В 1994 году, проиграла в кампании в губернатора Мэна. В 1996 году, Сенатор Коэн ушёл в отставку, впоследствии получив должность министра обороны США, и Коллинз была избрана в Сенат США. Была переизбрана в 2002 и 2008.
Получила один голос от ненадёжного выборщика на выборах вице-президента США в 2016 году.
Отмечена Support of Science Award от CSSP (2019).

### Работа в Сенате США
12 февраля 1999 года проголосовала против импичмента Биллу Клинтона по обоим пунктам обвинения.
Сьюзен Коллинз ни разу со времени вступления в должность не пропустила голосование в Сенате. В 2015 году она приняла участие в 6000-м подряд сенатском голосовании, а в 2019 году — в 7000-м подряд.
Коллинз имеет репутацию умеренной республиканки. В 2013 году она чаще всех своих республиканских коллег в Сенате голосовала в соответствии с политикой президента Обамы. В 2016 году Коллинз публично объявила об отказе поддержать Дональда Трампа на выборах 2016 года, а в избирательный бюллетень вписала имя спикера Палаты представителей США Пола Райана. В 2017 году центр Лугара охарактеризовал Коллинз как наиболее склонного к межпартийному сотрудничеству сенатора в 115-м Конгрессе США. Она стала единственной из сенаторов-республиканцев, проголосовавшей против утверждения выдвинутых президентом Трампом Скотта Прюитта, Эндрю Уилера (оба были номинированы на должность Администратора Агентства по охране окружающей среды) и Эми Кони Барретт (выдвинута в Верховный суд США). Коллинз не поддержала первый импичмент Трампа, но проголосовала за его отрешение от должности после вынесения второго импичмента.
В марте 2021 года Коллинз стала единственным республиканским сенатором, кто проголосовал за кандидатуру Хавьера Бесерры (выдвинут президентом Джо Байденом на должность министра здравоохранения США). Несколькими неделями ранее Байден отозвал номинацию Ниры Танден на должность директора Административно-бюджетного управления по её просьбе после того как Коллинз, Митт Ромни и консервативный демократ Джо Мэнчин заявили, что они проголосуют против её утверждения из-за предыдущих высказываний Танден.